# 网军部队
为2024年上映的韩国犯罪剧情片，改编自韩国作家張康明创作的同名长篇小说，由凭借电影《誠實國度的愛麗絲》获得第16届韩国全州國際電影節韩国竞赛部门大奖的安国镇导演执导，并由孫錫久、金聖喆、金東輝及洪庆主演。

## 剧情概要
影片讲述记者林商镇通过关于网络舆论造假的举报得知“网军部队”这一存在的事实后，在采访过程中面对实力强大的对手而发生的故事。

## 演员阵容

### 主要人物
- 孫錫久 饰演 林商镇，因报导大企业横行行径而被停职，之后试图复职的报社记者。
- 金聖喆 饰演 装蒜王，网军部队“阿尔莱”成员，舆论造假的主导者。
- 金東輝 饰演 车塔卡，网军部队“阿尔莱”成员，向林商镇举报网军部队存在的人。
- 洪庆 饰演 FABTAG，网军部队“阿尔莱”成员，感受到网络舆论造假的威力后逐渐陷入其中。

### 其他人物
- 李善熙 饰演 表河贞，林商镇工作报社的编辑局长。[3]
- 金准韩 饰演 南基洪，万全集团舆论负责小组组长。[4]
- 金熙元 饰演 李善宇，电影公司代表，为了自己制作的电影获得成功，委托“阿尔莱”进行网络舆论造假。[4]
- 崔德文 饰演 崔坪浩，林商镇工作报社的前一任编辑局长。[4]
- 吳藝珠 饰演 李恩彩，卷入网络舆论造假事件的大学生。[5]

## 制作

### 选角
2022年7月，媒体报导孙锡久有望主演该片，其经纪公司回应正在商讨中，尚未决定出演。2023年1月，媒体报导金东辉有望搭档孙锡久主演该片。2月，媒体报导金圣喆与洪庆有望加入该片主演阵容。2023年3月7日，片方正式宣布孫錫久、金聖喆、金東輝及洪庆主演该片。

### 拍摄
主体拍摄于2023年3月6日开始进行，同年6月前后杀青。导演安国镇透露受韩国电影大幅减产影响，那段时期全韩国只有该片一个电影剧组在进行拍摄工作。

### 损益平衡点
据媒体报道，该片损益平衡点约为195万观影人次。

## 发行
2024年1月31日片方发布首段预告片，宣布该片定于3月27日在韩国上映。该片发行版权销售至香港、日本、台湾、蒙古、东南亚等数个国家与地区。2024年5月8日起在韩国提供IPTV和VOD家庭点播服务。

### 票房
在韩国上映首日获得12万余名观影人次的票房成绩，夺得单日票房冠军并终结《破墓》连续34日蝉联单日票房冠军的记录；次日即被《破墓》反超而掉至单日票房榜第2名。上映首个周末（3月29日至3月31日）获得票房34万6515观影人次，在同时期上映的影片中位居第一、当周周末票房榜排名第二，累计观影人次超过54万名。

## 奖项荣誉
| 年份 | 颁奖礼           | 奖项           | 入围者 | 结果 | 参考   |
| ---- | ---------------- | -------------- | ------ | ---- | ------ |
| 2025 | 第23届导演选择奖 | 最佳新晋男演员 | 洪庆   | 待定 | [ 21 ] |